# Bojszowy Nowe
Bojszowy Nowe (do 31 grudnia 2016 Nowe Bojszowy) – wieś w Polsce położona w województwie śląskim, w powiecie bieruńsko-lędzińskim, w gminie Bojszowy.
Bojszowy Nowe leżały w południowo-wschodniej części księstwa pszczyńskiego.
W latach 1954–1972 wieś należała i była siedzibą władz gromady Bojszowy Nowe. W latach 1973–1977 w gminie Bojszowy (obejmującej 7 sołectw: Bojszowy, Jankowice, Jedlina, Międzyrzecze, Nowe Bojszowy, Studzienice i Świerczyniec). W latach 1977–1991 dzielnica Tychów. Od 2 kwietnia 1991 ponownie w reaktywowanej gminie Bojszowy (nie obejmującej już Jankowic i Studzienic).
W latach 1975–1998 miejscowość administracyjnie należała do województwa katowickiego.
Wraz ze Świerczyńcem, należą do parafii Najświętszej Marii Panny Uzdrowienia Chorych.

## Historia
- 1765 – znalezienie się w granicach państwa pruskiego
- 1922 – Nowe Bojszowy stają się częścią państwa polskiego
- 1975 – w gminie Bojszowy
- 1977 – wchłonięta wraz z gminą przez miasto Tychy
- 1991 – ponownie w gminie Bojszowy